# Campeonato Europeo de Remo de 1950
El XLI Campeonato Europeo de Remo se celebró en Milán (Italia) en 1950 bajo la organización de la Federación Internacional de Sociedades de Remo (FISA).
En total se disputaron siete pruebas diferentes, todas ellas en la categoría masculina.

## Medallero
| Núm. | País         | Oro | Plata | Bronce | Total |
| ---- | ------------ | --- | ----- | ------ | ----- |
| 1    | Italia       | 3   | 3     | 0      | 6     |
| 2    | Dinamarca    | 3   | 2     | 0      | 5     |
| 3    | Suiza        | 1   | 1     | 3      | 5     |
| 4    | Países Bajos | 0   | 1     | 1      | 2     |
| 5    | Bélgica      | 0   | 0     | 2      | 2     |
| 6    | Reino Unido  | 0   | 0     | 1      | 1     |
|      | TOTAL        | 7   | 7     | 7      | 21    |